# Dolni Rakoveț, Pernik
Dolni Rakoveț (în bulgară Долни Раковец) este un sat în comuna Radomir, regiunea Pernik,  Bulgaria. 

## Demografie
Componența etnică a satului Dolni Rakoveț
     Bulgari (99,44%)
     Nicio identificare (0,55%)
     Altele (0%)
La recensământul din 2011, populația satului Dolni Rakoveț era de 361 locuitori. Din punct de vedere etnic, majoritatea locuitorilor (99,44%) erau bulgari. Pentru 0,55% din locuitori nu este cunoscută apartenența etnică.